# Centropogon nigricans
Centropogon nigricans är en klockväxtart som beskrevs av Alexander Zahlbruckner. Centropogon nigricans ingår i släktet Centropogon och familjen klockväxter. Inga underarter finns listade i Catalogue of Life.